# مالشه
مالشه (به لاتین: Malesze) یک روستا در لهستان است که در گمینا وشکی واقع شده‌است. مالشه ۲۲۰ نفر جمعیت دارد.